# Terremoto di Tumaco del 1979
Il terremoto di Tumaco del 1979 è stato un evento sismico verificatosi alle 02:59 ora locale (07:59 UTC) il 12 dicembre 1979 con un'intensita di 8,2 Mw e una massima di IX della scala Mercalli. L'epicentro era appena al largo del confine tra Ecuador e Colombia, vicino alla città portuale di Tumaco. Il sisma provocò un forte tsunami, che fu il responsabile della maggior parte dei circa 300-600 morti. La zona più colpita fu il dipartimento di Nariño, in Colombia.

## Terremoto
Il sisma, uno dei più forti avvenuti in Colombia nel XX secolo, avvenne dopo nemmeno 20 giorni da un altro terremoto, di magnitudo 6,7 della scala Richter, che provocò 44 vittime il 23 novembre 1979, sempre nel dipartimento di Nariño. Si originò nell'Oceano Pacifico, al largo della costa dove è situata la città portuale di Tumaco, vicino al confine con l'Ecuador. Come quello di pochi giorni prima e quello del 1958, che lasciò oltre 100 morti, avvenne a causa della continua subduzione della placca di Nazca sotto alla placca sudamericana, anche in passato causa di violenti terremoti nella stessa zona, come nel caso del terremoto in Ecuador e Colombia del 1906, che causò un migliaio di morti.
Il sisma fu sentito anche a diversa distanza dall'epicentro, come a Guayaquil, Esmeraldas e Quito, in Ecuador, e nelle città colombiane di Bogotà, Cali, Popayán e Buenaventura.

## Maremoto
La costa più vicina all'epicentro fu colpita dalla prima ondata dello tsunami circa tre minuti dopo il terremoto. Furono osservate tre o quattro onde, con la terza che era la più alta di tutte, anche se coincise con la bassa marea, riducendo notevolmente la portata dell'inondazione e probabilmente il numero delle vittime. L'altezza massima osservata fu di 6 m a San Juan de la Costa, a nord est di Tumaco. Lo tsunami fu osservato anche sulla costa orientale del Giappone, nelle Hawaii, a Tahiti e in Messico.

## Danni e vittime
Il terremoto causò danni diffusi, in particolare a Tumaco, dove circa un decimo degli edifici andò distrutto, tra cui 1.280 case, mentre 25 persone furono segnalati morti o dispersi. Fu tuttavia lo tsunami a causare i danni più gravi, spazzando via un villaggio di pescatori di Charco che fu quasi completamente distrutta dallo tsunami, causando un centinaio di morti. Lo tsunami distrusse anche gran parte di San Juan de la Costa, con circa 200 segnalati morti o dispersi, mentre i feriti totali, compresa Tumaco e le zone vicine, furono 4000.